# 소년은 울지 않는다 (드라마)
《소년은 울지 않는다》는 2001년 3월 29일에 MBC에서 방영한 베스트극장이다.

## 등장 인물

### 주요 인물
- 정애리 : 두산 엄마 역
- 박찬환 : 두산 아빠 역
- 임호
- 유승호 : 두산 역

### 그 외 인물
- 권은아
- 김해술
- 한규희
- 이경순
- 황진영
- 정이란
- 최상학
- 손민경
- 박준하 (아역)